# Pedro Godoy Perrín
Pedro Godoy Perrín (La Serena, 23 de febrero de 1937) es un historiador y educador chileno, director del Centro de Estudios Chilenos (CEDECH), considerado un intelectual de dilata trayectoria, destacando sus trabajos en torno al americanismo, influido por autores como Jorge Abelardo Ramos, o los chilenos Joaquín Edwards Bello y Felipe Herrera.

## Biografía
Nació en La Serena, el 23 de febrero de 1937, hijo de Pedro Pablo Godoy Lamas y Celina María Sara Perrin de Godoy. Realizó sus estudios universitarios en el Instituto Pedagógico de la Universidad de Chile, titulándose de Profesor de Estado en Historia y Geografía en 1960.
Posteriormente, hizo una maestría en educación en la Universidad Católica, titulándose con la tesis La pedagogía desarrollista de inspiración nacional (educación, tecnología y nacionalidad). Fue catedrático del Campus Macul (exonerado en 1976) y de la Universidad Arturo Prat. Ha redactado varios textos escolares de Ciencias Sociales e Históricas para la enseñanza media.
En 1982 con Felipe Herrera Lane, Enrique Zorrilla Concha, Clotario Blest,  Jorge Barría Serón, Leonardo Jeffs, Eugenio Celedón Gassols, Rene Balart Contreras y Tomas Pablo fundan el Centro de Estudios Chilenos (CEDECH) inspirándose en el ideal bolivariano, adhiriéndose al nacionalismo latinoamericano. Tomando los ideales de Bernardo O'Higgins, Jorge Abelardo Ramos, Tancredo Pinochet, Joaquín Edwards Bello, Nicolás Palacios y Felipe Herrera. Grupo que apoyo a Argentina durante la Guerra de las Malvinas.
En 1988 formó parte de la directiva central del Partido Socialista Chileno, como vicepresidente, junto a Hernán Morales Garfias (como presidente), Juan Carlos Moraga Duque (secretario general), Ximena Orrego Montes (vicepresidenta), Sotirio Karstulovic Escobar (tesorero) y Miguel Pizarro Olivares (subsecretario general). Este partido fue declarado como disuelto el 9 de mayo de 1990.

## Premios y distinciones honoríficas
- Doctor honoris causa por la Universidad Mayor de San Andrés (2009)[8]

Entre los premios que ha recibido por su labor se cuentan: Pedro de Oña (Municipalidad de Ñuñoa), Gabriela Mistral (Municipalidad de Santiago), América Latina (Fundación Ottocar Rosario). Ha sido condecorado por Bolivia la Orden Simón Bolívar en el grado de Caballero. Es titular de la Sociedad Científica de Chile, del Instituto O'Higginiano de Chile y cofundador el Centro de Estudios Chilenos CEDECH.

## Obras
- 7 ensayos sudamericanos (2002) Ediciones NuestrAmérica.
- Chile versus Bolivia. Otra mirada (2004) Ediciones NuestrAmérica. ISBN 978-956-299-205-3
- Libro negro de nuestra educación (2005) Ediciones NuestrAmérica. ISBN 978-956-299-499-6
- Perón en Chile (2006). Editorial Tiemponuevo.
- Día de sangre. Nicolás Palacio y el genocidio de Iquique (2007). En coautoría con Gustavo Galarce. Ediciones Universidad Arturo Prat.[10]
- FFAA: reflexión permanente (2007)Ediciones NuestrAmérica
- Bicentenario e Identidad (2009) Ediciones NuestrAmérica. ISBN 978-956-319-685-6
- Portales y la Guerra de la Confederación Perú-Boliviana (2018) Ediciones NuestraAmérica. ISBN 978-956-393-398-7
- Mapuches, champurrias, chilenos (2018). CEDECH. ISBN 978-956-393-644-5